# Garlos García Tolsa
Carlos García Tolsa (Hellín, provincia de Albacete, 25 de noviembre de 1858 - Montevideo, Uruguay, 1905) fue un guitarrista clásico y compositor español. 

## Biografía
Recibió las primeras lecciones de música a los 13 años, impartidas por su tío que era conocido localmente como El ciego de Hellín, por haber perdido el sentido de la vista. En 1872 se trasladó a Madrid para ser discípulo de Julián Arcas, amigo de su tío, convirtiéndose en su alumno preferido.
A partir de 1882, realizó una gira por las principales capitales europeas y América, formando parte del conjunto Estudiantina Figaro, dirigido por el guitarrista Domingo Granados y más tarde por el mismo García Tolsa. Esta agrupación musical estaba formada por un conjunto de bandurrias y guitarras acompañadas por un violín, un violonchelo, panderetas y castañuelas, interpretaba principalmente canciones españoles y obras clásicas para guitarra. Tras ser aclamado por el público en Buenos Aires, Montevideo y otros países de América como miembro de dicha formación, el grupo se disolvió en 1887 y García Tolsa se estableció en Montevideo donde trabajó como profesor de guitarra, iniciando estudios para convertirse en escribano. Más tarde se trasladó a Buenos Aires, para ocupar un puesto como secretario del Juzgado Federal de La Plata, compaginando esta actividad con su dedicación a la música, como intérprete, profesor y compositor, siendo su presencia muy solicitada en las reuniones sociales organizadas por la burguesía de la ciudad.

## Obras para guitarra
Hábil intérprete e improvisador, rara vez trascribiá sus creaciones. La mayoría de las piezas que escribió son composiciones con ritmo de danza, incluyendo valses, polkas, habaneras, mazurcas y una gavota. También una sonata titulada Al fin solos y un nocturno que lleva por nombre Meditación.
- Al fin solos (sonata).
- Meditación (nocturno).
- La Visita (vals).
- Pienso en ti (vals).
- Lejos de ti (vals).
- Una esperanza (vals).
- La Simpática (mazurca).
- Estela (mazurca).
- Matilde (mazurca).
- Una lágrima (mazurca).
- Enriqueta (habanera).
- Maruja (habanera).
- Entre dos luces (habanera).
- La Prometida (polka).
- Irene (polka).
- Travesuras (polka).
- Mercedes (gavota).